# Tomba de Josep Tarrè
La Tomba de Josep Tarré de Llagostera és una tomba funerària de basament quadrat i cobriment piramidal, amb fornícules semicirculars. Parets arrebossades i elements de pedra.Té les parets arrebossades i elements de pedra. És una obra del municipi de Llagostera (Gironès) inclosa en l'Inventari del Patrimoni Arquitectònic de Catalunya.